# نصرت‌آباد (نظرآباد)
نصرت‌آباد (نظرآباد)، روستایی از توابع بخش تنکمان شهرستان نظرآباد در استان البرز ایران است. اسم قدیم نصرت آباد شهرک کوروش بوده و دارای قطعات تفکیک شده شهرکی می باشد. تمام قطعات دارای سند تک برگ است.

## جمعیت
این روستا در دهستان تنکمان جنوبی قرار دارد و براساس سرشماری مرکز آمار ایران در سال ۱۳۸۵، جمعیت آن ۵۸ نفر (۲۲خانوار) بوده‌است.